# Cinémas de Reims
Les cinémas de Reims, après avoir connu une période de développement avec un nombre de salles de cinéma important dans les différents quartiers, sont percutées par le développement des cassettes vidéos puis la percée de Canal + et par le développement des chaînes payantes.

## Salles de cinéma existantes

### Cinéma Opéraims

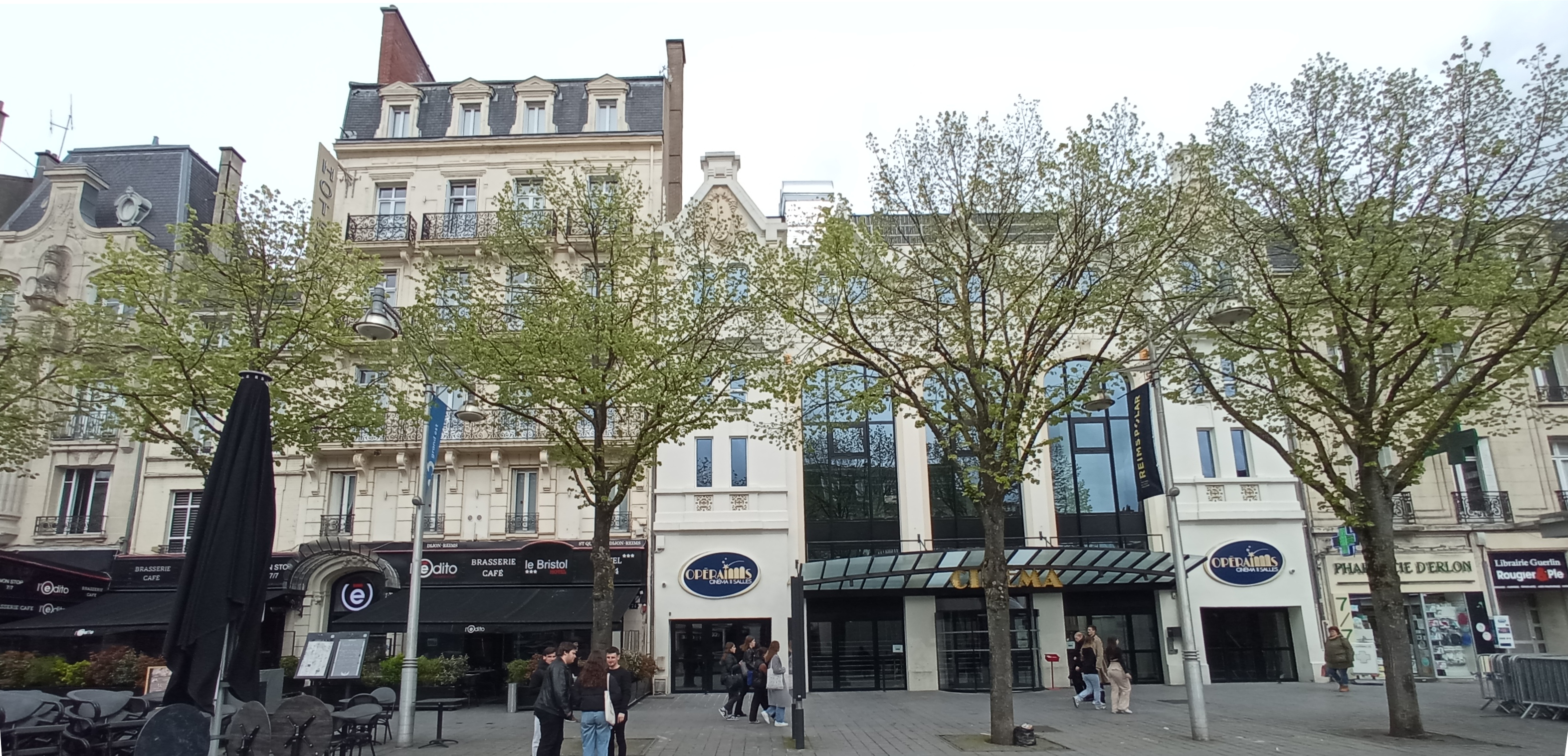
Opéreims.

Le 28 mars 2017, le Gaumont Reims, situé au 72 Place Drouet d'Erlon, ferme définitivement.
L’exploitant national cède son cinéma historique à l’équipe du cinéma Opéra qui transforme l’ancien Gaumont, renommé Opéraims, en un multiplexe de onze salles,. C'est exclusivement dans celui-ci que se déroule le festival Reims Polar, depuis sa première édition physique en avril 2022.

## Salles de cinéma disparues
Les salles de cinéma qui ont disparu sont classées par ordre alphabétique.

### Cinéma Alhambra
Ce cinéma était situé au 32 rue Émile-Zola à Reims. 
Il est démoli et remplacé par une résidence qui porte le nom de « Résidence Alhambra ».

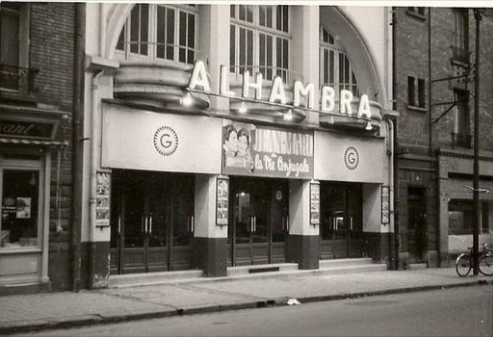
Façade de l’ Alhambra.

### Cinéma Lion d'Or
1 salle puis 2 situées Place d'Erlon. Remplacées par magasin Nature & Découverte.

### Cinéma Eden (1929-1983)
Le Cinéma Eden était une salle de cinéma située au 110 bis avenue Jean-Jaurès à Reims, ouverte en 1929, de style Art déco et équipée pour le cinéma « parlant ». 
Il ferme ses portes le 8 juin 1983 pour devenir une discothèque, puis en 2024 une résidence.

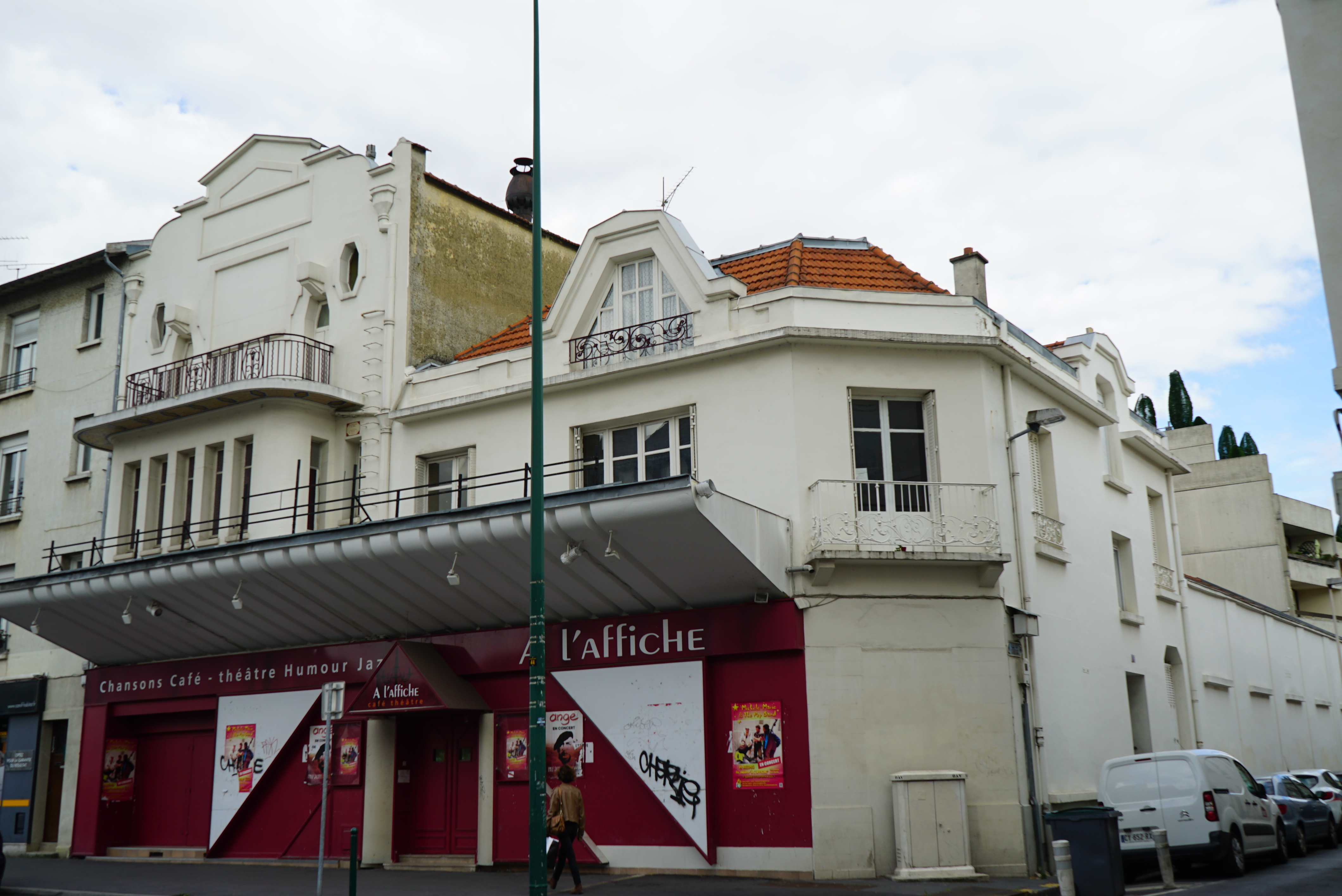
Façade de l’Eden.
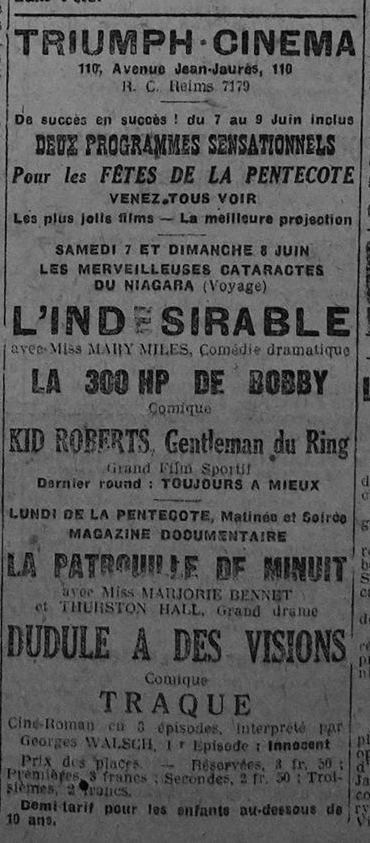
Programme du 9 juin 1924.

### Cinéma Le Palais Rémois puis L’Empire
Le cinéma “Palais Rémois” a été construit vers 1925, au 72 place Drouet-d’Erlon de Reims. 
En 1929, il devient “L’Empire” doté d’une salle immense de 1 340 places.
En 1973, la société Gaumont reprend “L’Empire” en 1973.

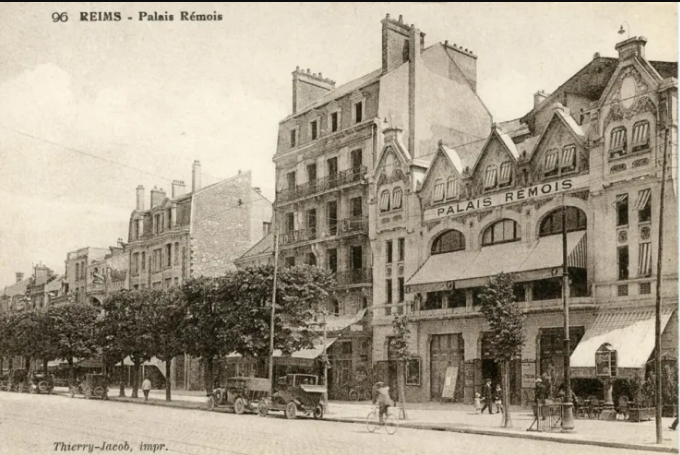
Façade du Palais Rémois.
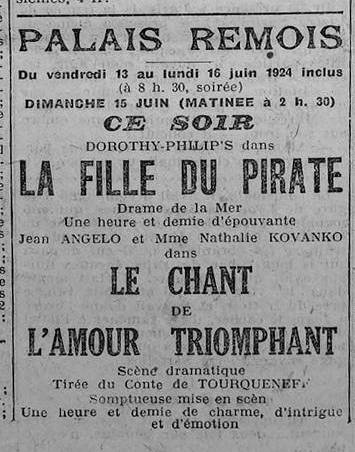
programme de juin 1924.
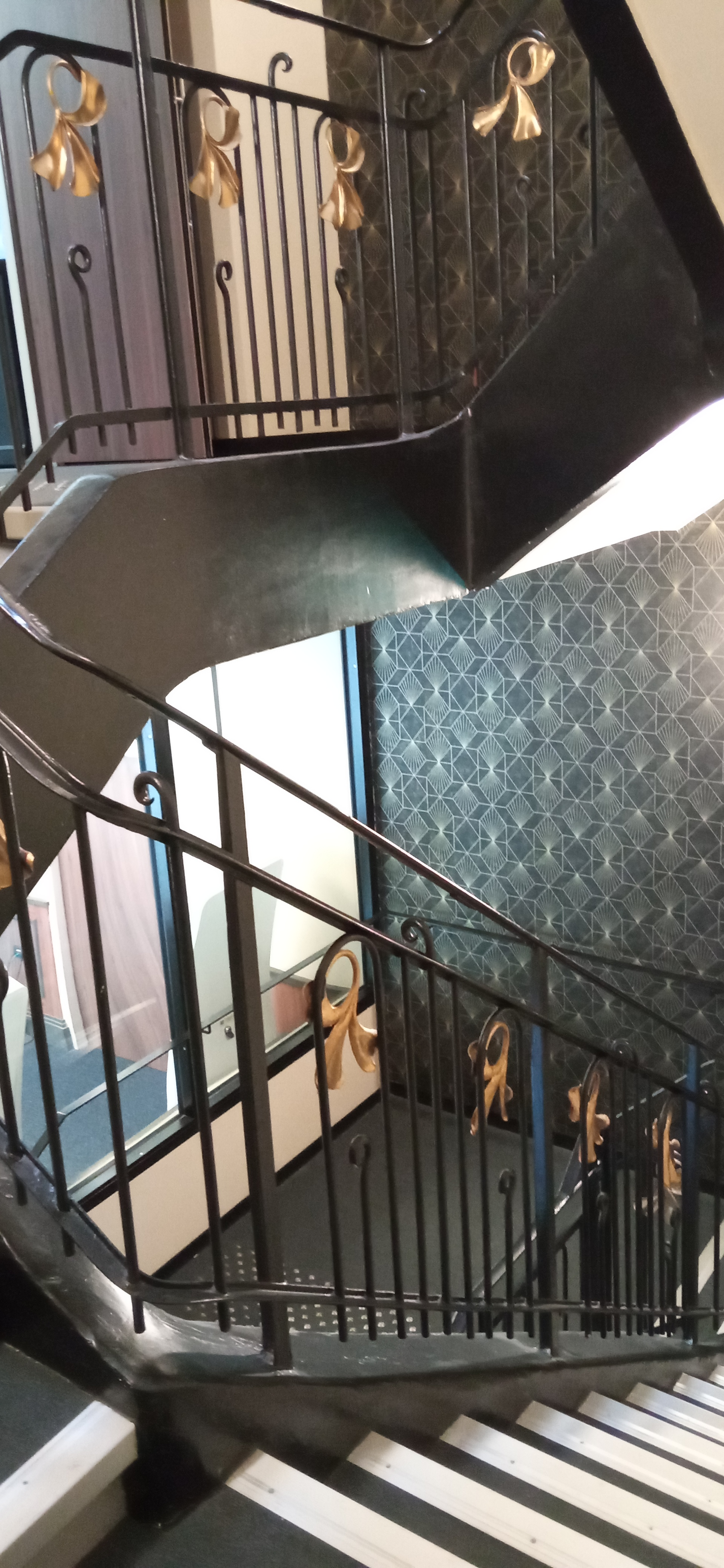
Escalier intérieur art-déco.

### Cinéma Opéra (1923-2017)
Le cinéma Opéra était une salle de spectacle ouverte en 1923, de style Art déco, au 9-11 Rue de Thillois (Reims).
Il ferme ses portes en 2017.

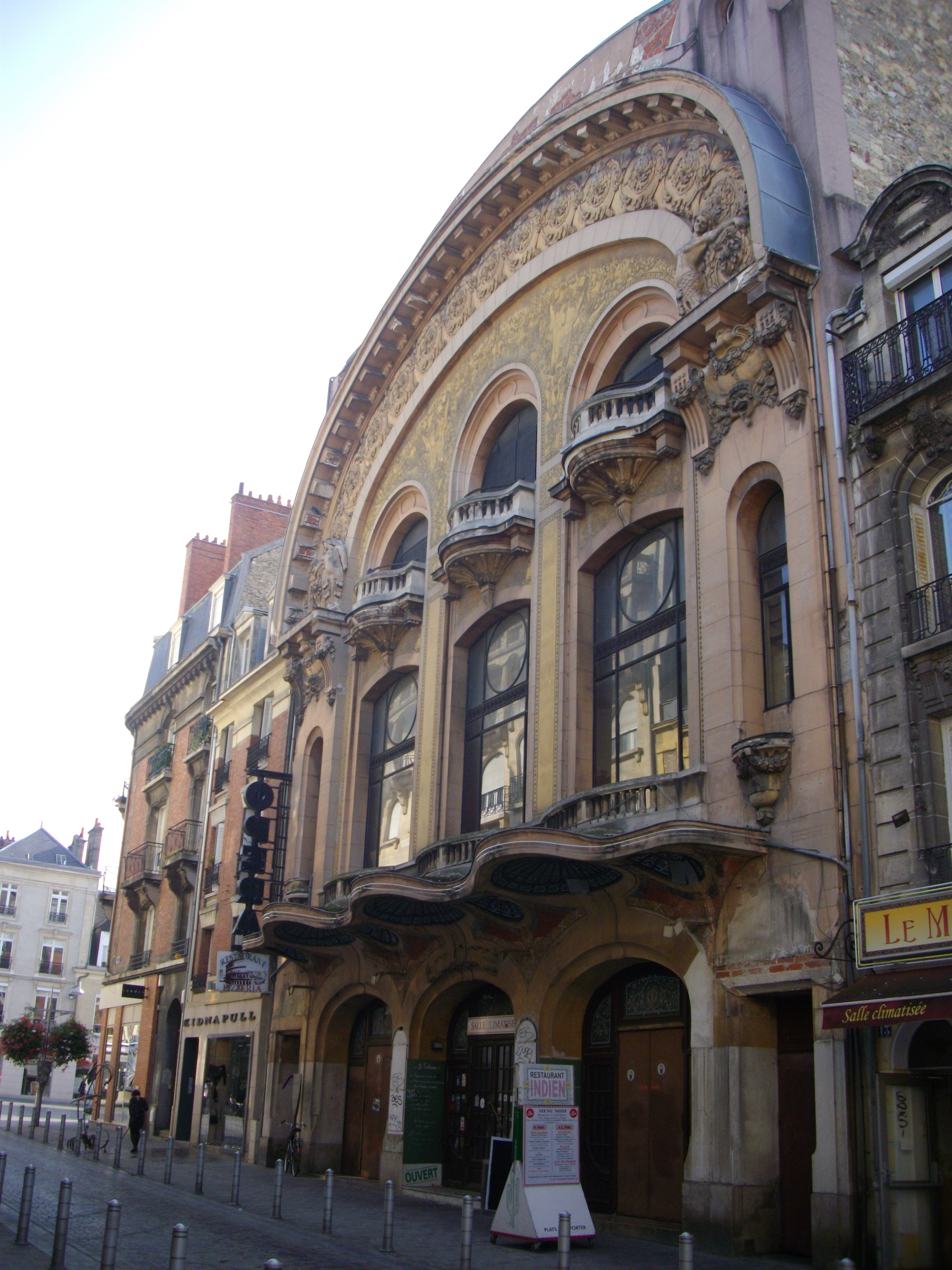
Façade du cinéma Opéra.
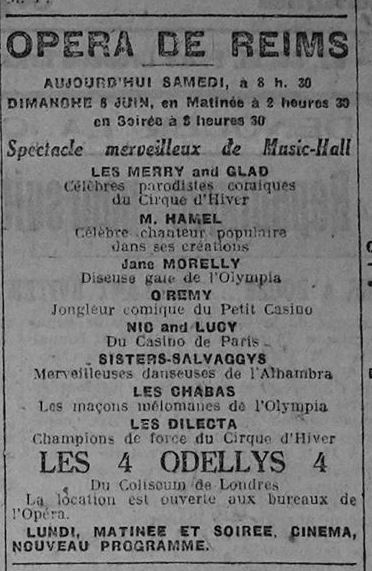
Programme du samedi 9 juin 1924.

### Le Pathé cinéma (Orgeval)
Le Pathé cinéma (Orgeval) était une salle de cinéma située au 5 rue Rosset à Reims.

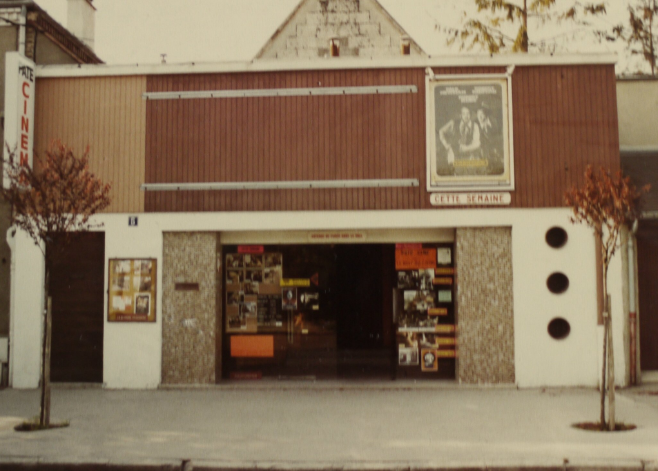
Façade du Cinéma Pathé cinéma à Orgeval.

### Cinéma le Familial
Le cinéma le Familial était une salle de cinéma située place des Six-Cadrans à Reims.

### Cinéma le Moderne
Le cinéma le Moderne était une salle de cinéma située 112 rue du Barbâtre à Reims.

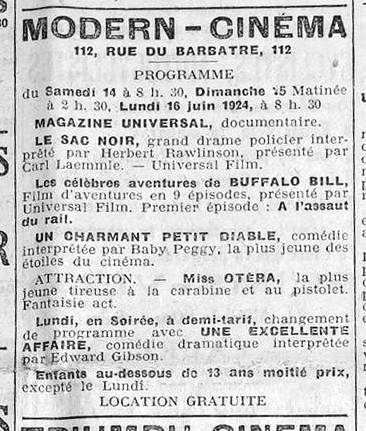
Programme du 11 juin 1924.

### Cinéma le Pommery
Le cinéma le Pommery était une salle de cinéma située boulevard Pommery à Reims.

### Cinéma le Tivoli
Le cinéma le Tivoli était une salle de cinéma située 87 rue Fléchambault à Reims dont la construction datait de 1921.

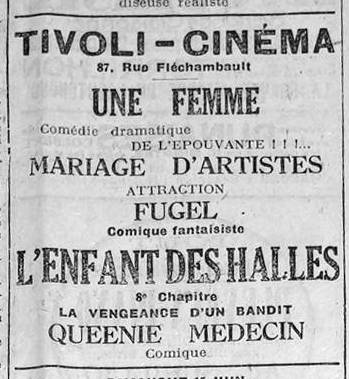
Programme du 11 juin 1924.

### Cinéma le Cabaret la Grande Taverne
Le cinéma le Cabaret la Grande Taverne était une salle de cinéma située rue Carnot à Reims.

### Cinéma le Chanteclair
Le cinéma le Chanteclair était une salle de cinéma située place Drouet-d'Erlon à Reims.